# 루베시베역
루베시베역(일본어: 留辺蘂駅)은 일본 홋카이도 기타미시에 위치한 홋카이도 여객철도 세키호쿠 본선의 철도역이다. 역 번호는 A56이며, 단선 · 섬식의 형태를 합친 2면 3선 구조의 복합 승강장을 갖춘 지상역이다.

## 타는 곳
| 1 | ■ 세키호쿠 본선 | (하행) | 기타미 · 아바시리 방면            | (보통 열차의 절반) |
| 1 | ■ 세키호쿠 본선 | (상행) | 엔가루 방면                       | (보통 열차의 절반) |
| 2 | ■ 세키호쿠 본선 | (하행) | 기타미 · 아바시리 방면            |                    |
| 3 | ■ 세키호쿠 본선 | 상행   | 엔가루 · 아사히카와 · 삿포로 방면 |                    |

## 역 주변
- 기타미 시청 루베시베 종합 지소
- 기타미 신용금고 · 호쿠요 은행 루베시베 지점

## 역사
- 1912년 11월 28일 : 일본국유철도의 유베쓰 경편선의 놋케우시 - 이 역간이 협궤(1067mm)로 개통. 잠정적인 종단역으로서 개업.
- 1914년
  - 9월 25일 : 놋케우시 기관고 루베시베 분고 설치.
  - 10월 5일 : 이 역 - 사나후치 (후의 가이세이)간, 경편 규격(762mm)으로 연신 개업. 중간역으로 한다. 화물 적체장, 과선교 설치.
- 1916년
  - 11월 7일 : 이 역 - 엔가루 간 1067mm로 개궤. 이 역 구내가 모두 궤간 1067mm로 한다.
  - 월일 불명 : 루베시베 기관 분고 폐지.
- 1921년 : 온네유 삼림 철도 개설.
- 1960년 : 온네유 삼림 철도 폐지.
- 1968년 7월 25일 : 보조 컨테이너 기지 설치.
- 1984년 2월 1일 : 화물 취급 폐지.
- 1985년 3월 14일 : 소화물 취급 폐지.
- 1987년 4월 1일 : 일본국유철도 분할 민영화에 의해, 홋카이도 여객철도가 승계.

## 인접 역
| 세키호쿠 본선                      | 세키호쿠 본선                   | 세키호쿠 본선                |
| ---------------------------------- | ------------------------------- | ---------------------------- |
| A53 이쿠타하라 아사히카와 방면     | ■ 세키호쿠 본선 특급 '오흐츠크' | 기타미 A60 아바시리 방면     |
| A53 이쿠타하라 아사히카와 방면     | ■ 세키호쿠 본선 특급 '기타미'   | 아이노나이 A57 기타미 방면   |
| A55 니시루베시베 신아사히카와 방면 | ■ 세키호쿠 본선 보통            | 아이노나이 A57 아바시리 방면 |